# 炎のらびりんす
『炎のらびりんす』（ほのおのらびりんす）は、2000年に発売された日本のOVA。全2巻。

## ストーリー
幕末。討幕軍との戦いに敗れた葵藩主の葵重政は、家臣・領民1000人と共に日本を脱出しロシアに逃れ、時のロシア皇帝から永住権を与えられる。その後興ったソ連からはキジルクム砂漠の土地を与えられ、葵藩はこの地に秘密閉鎖都市ラビリンス4を築き、その存在は永らく秘匿されていた。しかし、ソ連崩壊に伴いラビリンス4の存在が徐々に明らかにされていく。
20世紀末。モスクワの大学に通う葵家の一人娘葵夏はある日、同じ大学に通うサムライおたくのガランに家宝の御神刀をプレゼントし、「もっと刀をあげる」と言い、ガランをラビリンス4に招待する。しかし、屋敷に帰った夏は突然「ガラン君と結婚します」と言い出した。実は、御神刀は結納の証であり、葵家の後継者の証であったのだ。勝手に結婚を決めたことに激怒した父の重光は、夏の許婚の伊達ノ進に命じてガランを襲わせたが、妹の心花の邪魔によって失敗してしまう。その際、心花は何者かに襲われ負傷してしまう。
犯人が父の重光だと考えた夏は父をお仕置きするが、ラビリンス4を訪れていたインターポールのキャリーによって、心花を襲ったのはナスターシャとエローラの二人組の女盗賊だと知らされる。二人の狙いは幕府復興のために葵家が持ち出した軍資金・徳川御用金であり、その在り処を示す御神刀であったのだ。御神刀を手に入れようと二人はガランを襲う。

## 登場人物
ガラン
本作の主人公。23歳。モスクワの大学に通う学生で、夏の友人。無類の時代劇ファンで、サムライになるために日々精進（時代劇を鑑賞してのイメージトレーニング）している。
夏に好意を寄せられており、御神刀をプレゼントされる。「家に行けばもっと刀がある」と言われラビリンス4を訪れ、葵家の御家騒動とお宝騒動に巻き込まれてしまう。
葵 夏（あおい なつ）
本作のヒロイン。19歳。重光の一人娘で、モスクワの大学に留学中。ガランに好意を寄せており、父が決めた縁談を破談にするため、ガランに御神刀をプレゼントしラビリンス4に連れてくる。
ガランの前では清楚に振る舞っているが実は暴力的な女性であり、特に重光に対しては容赦がない。
かすみ
18歳。葵家に代々仕える忍び一族の娘で、夏の世話係兼護衛役。伊達ノ進に好意を寄せており、何とかしてモノにしようとしている。伊達ノ進の困っている姿を見て興奮するサディストの一面を持つ。
病弱なため常に点滴を打っており普段は役に立たないが、点滴を大量に注入すると忍びとして覚醒する。
葵 重光（あおい しげみつ）
47歳。ラビリンス4の7代目藩主で、夏の父。女性に目がないスケベオヤジで、娘の夏にも「スキンシップ」と称したセクハラ行為をするため、頻繁にお仕置きを受けているが、マゾヒストのため効果はない。
自分が決めた縁談を破談にした夏に腹を立て伊達ノ進にガランを襲わせたり、ナスターシャとエローラの色気に騙されて徳川御用金の秘密をバラすなど、一連の騒動の原因を作る。
葵 心花（あおい しんか）
32歳。重光の妹で夏の叔母。葵流の師範代であり、剣術の達人。兄の女好きには頭を痛めている。
伊達ノ進に襲われていたガランを助けるが、その際にエローラの人形に襲われ負傷する。
加賀美 伊達ノ進（かがみ だてのしん）
25歳。夏の幼馴染みであり、重光によって彼女の許婚となる。
夏のことを想って身を引こうとするが、重光の命令でガランを襲い心花に阻まれ失敗する。その後、心花を襲ったという濡れ衣を着せられてしまい、進退極まっていた所をかすみに匿われる。
キャリー・ホワイト
25歳。フリーのルポライターであり、ラビリンス4の取材をするため葵家の屋敷を訪れる。
正体はインターポールの捜査官であり、ナスターシャとエローラを追ってラビリンス4にやってきた。
ナスターシャ・ニジンスキー
25歳。世界中の美術品や宝石を狙う女盗賊。剣術の腕は心花と同等。
徳川御用金を狙い、重光のガールフレンドになりすまして情報を聞き出す。
最後はガランと戦うも敗北し、キャリーに逮捕される。
エローラ・スッパータカ
24歳。ナスターシャの相棒で、宝石に目がない踊り子の美女。
無口で言葉は発しない。
ナスターシャと同じく重光に近付き、カラクリ人形を操ってガランたちを襲った末、捕縛される。

## 声の出演
- ガラン - 遠近孝一
- 葵 夏 - 増田ゆき
- かすみ - 田村ゆかり
- 葵 重光 - 飯塚昭三
- 葵 心花 - 佐々木瑶子
- 加賀美 伊達ノ進 - 千葉進歩
- キャリー・ホワイト - 金月真美
- ナスターシャ・ニジンスキー - 浅野るり
- お代官 - 土屋利秀
- 侍の声 - 鈴木正和
- 一番手、男A - 浜田賢二
- 三番手、男B - 柳知樹
- ナレーション - 中江真司

## スタッフ
- 原作・アニメーション制作 - スタジオ・ファンタジア
- 監督・絵コンテ - 西島克彦
- 構成 - 金巻兼一、西島克彦
- 脚本 - 金巻兼一
- 演出 - 渡邊哲哉（第1巻）、西島克彦（第2巻）
- キャラクターデザイン・作画監督 - 山内則康
- キャラクターデザイン協力 - 菊地洋子
- メカニックデザイン - きむらひでふみ
- アクションコーディネーター - 田中良
- 美術監督 - 小倉一男（第1巻）、佐藤寛子（第2巻）
- 色彩設定 - 鍋島佳寿子（第1巻）、井上英子（第2巻）、一色緑（第1巻・第2巻）
- 撮影監督 - 佐野禎史
- 編集 - 山森重之、秋保宣宏
- 音響監督 - 岩浪美和
- 音楽 - 藤野浩一
- プロデューサー - 杉山潔、金子重雄（第2巻）
- 制作プロデューサー - 飯塚智久
- 製作 - バンダイビジュアル、日本コロムビア（第2巻）